# Directions (Miles Davis)
Directions è un album antologico di Miles Davis pubblicato nel 1981 e comprende materiale inedito registrato dal 1960 al 1970 in diverse sessioni di registrazione e con formazione differenti. L'album raggiunse la nona posizione nella classifica Jazz Albums statunitense.

## Tracce
- Le tracce sono composte da Miles Davis, eccetto dove indicato.

### CD 1
1. Song of Our Country (Villa-Lobos) - 3:27
2. Round Midnight (Hanighen, Monk, Williams) - 7:44
3. So Near, So Far (Crombie, Green) - 5:18
4. Limbo (Shorter) - 5:33
5. Water on the Pond - 7:04
6. Fun - 4:12
7. Directions, No. 1 (Zawinul) - 6:51
8. Directions, No. 2 (Zawinul) - 4:51

### CD 2
1. Ascent (Zawinul) - 14:44
2. Duran - 11:00
3. Konda - 14:10
4. Willie Nelson - 10:21

## Formazione
- Miles Davis (tromba, chimes, bells);
- Wayne Shorter (sax soprano & sax tenore);
- Cannonball Adderley (alto saxophone);
- John Coltrane, Hank Mobley (tenore saxophone);
- Bennie Maupin (clarinetto basso);
- Herbie Hancock (piano acustico & elettrico, celeste);
- Joe Zawinul (piano, keyboards);
- Red Garland, Bill Evans, Wynton Kelly (piano);
- Chick Corea (piano elettrico, keyboards);
- Joe Beck, George Benson (chitarra elettrica);
- Khalil Balakrishna (sitar);
- Paul Chambers, Ron Carter, Dave Holland (basso acustico);
- Harvey Brooks (basso elettrico);
- Philly Joe Jones, Jimmy Cobb, Tony Williams, Jack DeJohnette, Billy Cobham (batteria);
- Airto Moreira (percussioni)